# Хайнрих II фон Дирзберг
Хайнрих II фон Дирзберг (на немски: Heinrich II von Diersberg; † 8 март 1262) е благородник от род Дирзберг, господар на замък Дирзбург в Хохберг, Баден-Вюртемберг.
Той е син на Хайнрих I фон Дирзберг, господар на Геролдсек († 1253) и внук на Валтер фон Дирзберг († 1235). Племенник е на Валтер I фон Геролдсек-Малберг († 1275/1277) и първи братовчед на Валтер фон Геролдсек († 1263), от 1260 г. епископ на Страсбург.
Господството Дирзберг става през 1455 г. собственост на род „Рьодер фон Дирзбург“.

## Фамилия
Хайнрих II фон Дирзберг се жени за Хайлика фон Лихтенберг († сл. 1280), дъщеря на Лудвиг I фон Лихтенберг († 1250/1252) и Елизабет († 1271). Хайлика е сестра на Конрад III († 1299), от 1273 г. епископ на Страсбург, и Фридрих I († 1306), от 1299 г. епископ на Страсбург.
Те имат една дъщеря:
- Хайлика фон Дирзберг († 18 януари 1305), омъжена пр. 12 декември 1279 г. за Вилхелм фон Шнабелбург, фогт на Шварценберг († сл. 2 декември 1306), син на фрайхер Берхтолд II фон Шнабелбург († 1267) и фон Хахберг.